# Železný Brod
Železný Brod (německy Eisenbrod) je město v okrese Jablonec nad Nisou v Libereckém kraji, zhruba jedenáct kilometrů jihovýchodně od Jablonce nad Nisou. Ve všech dvanácti městských částech žije přibližně 6 000 obyvatel.

## Historie
První písemná zmínka o Železném Brodu pochází z roku 1352.
V roce 1859 zde Johann Liebieg zakoupil rozsáhlé pozemky, dal provést melioraci řeky Jizery a v letech 1879–1896 dal postavit objekty přádelny bavlny. Současně s nimi byla vybudována dělnická kolonie a roku 1912 také tovární hotel. Po roce 1948 se stal areál součástí Pojizerských bavlnářských závodů, později státního podniku KOLORA. Jeden z objektů rekonstruován a adaptován na galerii Kotelna 1859.
V roce 1920 zde byla založena Střední uměleckoprůmyslová škola sklářská (SUPŠ sklářská). Díky ní se Železný Brod záhy stal významným centrem sklářského průmyslu a umění. S historií železnobrodského sklářství podrobně seznamuje Městské muzeum.
Od 14. června 2000 město užívá také vlajku.

## Přírodní poměry
Železný Brod leží v údolí řeky Jizery na jihozápadě Krkonošského podhůří. Je rozcestím pro turistické výpravy do Krkonoš, Jizerských hor a Českého ráje.

## Obyvatelstvo
| Rok            | 1869  | 1880  | 1890  | 1900  | 1910  | 1921  | 1930  | 1950  | 1961  | 1970  | 1980  | 1991  | 2001  | 2011  | 2021  |
| -------------- | ----- | ----- | ----- | ----- | ----- | ----- | ----- | ----- | ----- | ----- | ----- | ----- | ----- | ----- | ----- |
| Počet obyvatel | 2 324 | 2 855 | 3 164 | 3 063 | 3 498 | 3 308 | 3 808 | 3 325 | 3 653 | 3 996 | 5 581 | 5 395 | 5 082 | 5 082 | 4 197 |
| Počet domů     | 330   | 347   | 366   | 356   | 399   | 434   | 556   | 633   | 963   | 633   | 641   | 682   | 690   | 714   | 714   |

## Části města
- Železný Brod
- Bzí
- Horská Kamenice
- Hrubá Horka
- Chlístov
- Jirkov
- Malá Horka
- Pelechov
- Splzov
- Střevelná
- Těpeře
- Veselí

## Pamětihodnosti

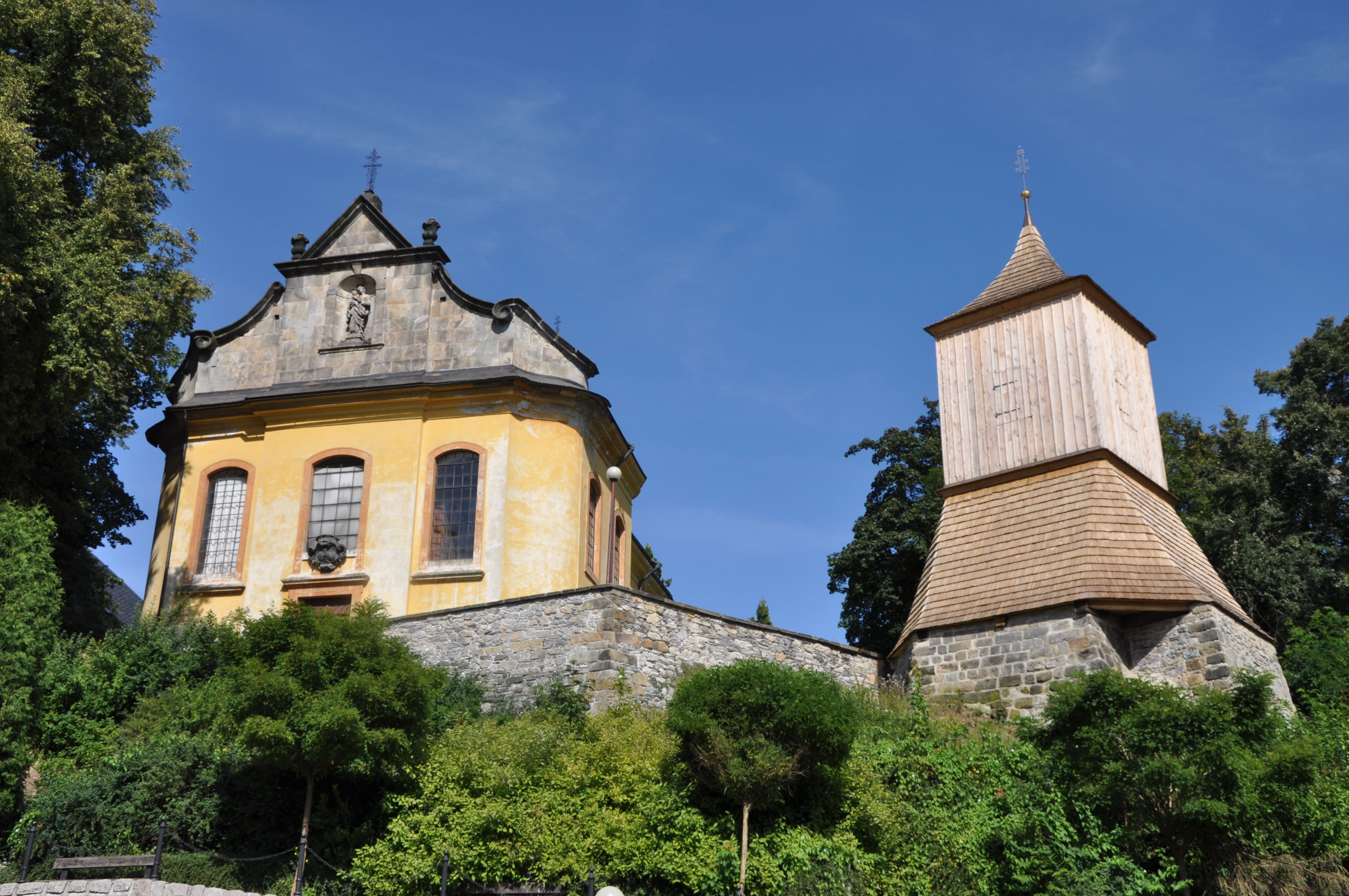
Kostel se zvonicí

- Kostel svatého Jakuba Většího. Kostel byl vystavěn v r. 1649, dnešní podoba je z 2. poloviny 18. století, kdy byla vystavěna také nová dřevěná zvonice u kostela. Ke kostelu patří kostnice z r. 1765, fara z r. 1723 a kamenné schodiště, směřující z Malého náměstí ke kostelu, které bylo zcela přestavěno roku 1940. Je lemováno barokními pískovcovými sochami sv. Anny, P. Marie Karlovské a sv. Jana Nepomuckého. Za kostelem nedaleko sakristie je umístěn tesaný pískovcový smírčí kříž.
- Budova Střední uměleckoprůmyslové školy sklářské pochází z roku 1920. Vystavěna byla, aby podpořila rozvoj tehdejšího sklářského průmyslu. Mezi osobnosti školy založené roku 1920 patřili profesoři výtvarníci, absolventi pražské Uměleckoprůmyslové školy v Praze (spolu s ředitelem Aloisem Metelákem sochař Jaroslav Brychta, Zdeněk Juna, Ladislav Přenosil či Oldřich Žák).[9]
- Budova kina byla vystavěna v roce 1964. Vedoucím architektem byl Karel Hubáček, který mimo jiné projektoval architektonické skvosty jakým je budova vysílače Ještěd či Kino Máj v Doksech. Kino bylo osazeno novou digitální technologií v roce 2012[10] a v současné době funguje jako Kulturní centrum KC KINO.
- Kaple svatého Jana Nepomuckého
- Podstavec bývalé šibenice, popraviště
- Boží muka
- Socha svatého Jana Křtitele
- Sochy svatého Floriána a svatého Jana Nepomuckého
- Kašna se sochou Panny Marie Immaculaty na náměstí
- Českobratrská kaple
- Běliště
- Stavidla na řece Jizeře
- Kostel Nejsvětější Trojice v Bzí
- Buk na Popluží, památný strom, za kostelem sv. Jana Nepomuckého
- Lípa v Železném Brodu, památný strom, na jižním okraji města u čp. 158
- Přírodní památka Na Vápenici
- Malá vodní elektrárna vystavěná na obnoveném náhonu z roku 1861; technická památka
- Budova městské záložny architekta Jindřicha Freiwalda
- Pomník prezidenta T. G. Masaryka v Masarykově ulici

## Seznam vedení města
- 1835: Franz Schütz
- 1975: J. Prošek (KSČ)
- 1994–2010: Václav Horáček
- 2010–2014: André Jakubička (OPZ)
- 2014: František Lufinka (nestr. za SLK)

## Rodáci
- Jan Drobný (1866–1948), československý armádní generál
- Josef Matoušek starší (1876–1945), československý politik, ministr a poslanec Národního shromáždění za Československou národní demokracii, pak senátor za Národní sjednocení
- Josef Kalfus (1880–1955), národohospodář, politik, ministr, účastník protinacistického odboje
- Jiří Plachý (1899–1952), herec
- Rudolf Hásek (1899–1993), legionář, účastník protinacistického odboje, exportér bižuterie
- Bohumil Vančura (1922–2013), malíř, grafik, typograf a ilustrátor
- Pravoslav Rada (1923–2011), keramik
- Jaroslava Brychtová (1924–2020), sochařka a sklářka

## Partnerská města
- Lauscha, Německo
- Olszyna, Polsko

Železný Brod je také kmotrovským městem české obce Chvalíkovice.